# Truth or Consequences (jeu)
Pour les articles homonymes, voir Truth or Consequences.
Truth or Consequences (en français : Vérité ou Conséquences) est un jeu radiophonique américain créé le 23 mars 1940 et produit par la station de radio publique NBC Red Network. Il est diffusé aux États-Unis sur les stations du réseau public NBC.

## Radio

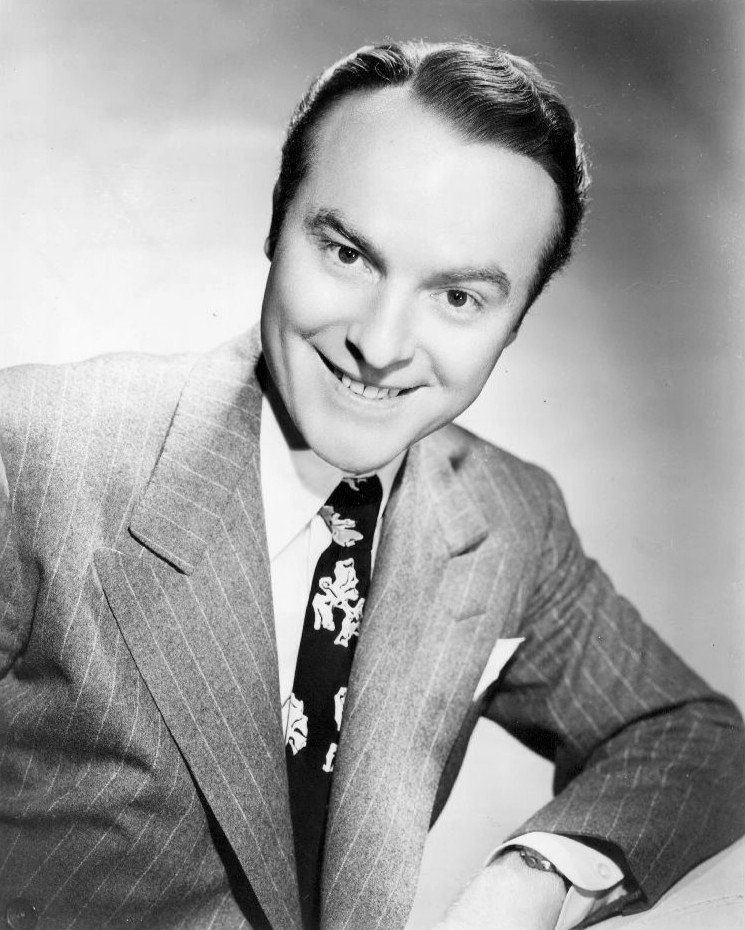
Ralph Edwards en 1948

Ce jeu quiz a été créé par l'animateur américain Ralph Edwards en 1940. À l'origine, il s'agissait d'un simple jeu de société, Ralph Edwards et sa femme ont alors transformé ce jeu en une émission de radio à succès. Les questions, généralement accompagnées de défis sous formes de gags radiophoniques étaient posées par les auditeurs qui percevaient 10 dollars par question diffusée.
En 1950, il lança un défi sur la station de radio NBC en affirmant que la première ville américaine qui déclarerait être prête à prendre le nom de son émission recevrait l'équipe de celle-ci. Hot Springs (Nouveau-Mexique) s’est portée candidate, le conseil municipal ayant voté pour ce nouveau nom. Le présentateur noua alors de vrais liens avec la ville et vint chaque mois de mai durant cinquante ans.

## Télévision
Une version télévisuelle a été réalisée en 1950. Elle a été diffusée sur NBC. L'émission a été initialement diffusée en prime time sur CBS du 7 septembre 1950 au 31 mai 1951, animée par Edwards.
Trois ans plus tard, elle est revenue sur NBC avec Jack Bailey comme présentateur, cette fois du 18 mai 1954 au 28 septembre 1956. NBC a lancé une nouvelle version en journée le 31 décembre de la même année, avec Bob Barker aux commandes